# Max von Hausen
Max Clemens Lothar Freiherr von Hausen (17 de diciembre de 1846 - 19 de marzo de 1922) fue un comandante del Ejército alemán. Participó en las guerras austro-prusiana y franco-prusiana y se convirtió en Generaloberst de las tropas sajonas y Ministro de Guerra en el Reino de Sajonia. Al principio de la Primera Guerra Mundial, estaba a la cabeza del 3.º Ejército que lideró durante las batallas de las Fronteras, Charleroi y el Marne. Fue relevado del mando debido a una enfermedad en septiembre de 1914.

## Primeros años
Proviniendo de una familia militar Hausen entró en el Ejército sajón como cadete en la Escuela real sajona de cadetes. Siendo promovido a Teniente-Segundo en 1864 se unió al 3.º Batallón de Cazadores y sirvió contra Prusia en la guerra austro-prusiana de 1866; donde vio combate en la Batalla de Königgrätz. Después de la guerra, Sajonia se alió con Prusia y pasó a formar parte del Imperio alemán cuando este fue creado en 1871. De 1871 a 1874 Hausen enseñó en la Academia militar prusiana en Berlín y de 1875 a 1887 sirvió en el Estado Mayor General Imperial. Siendo jefe del estado mayor del Ejército sajón entre 1892 y 1895 comandó la 32.ª (3.ª Sajona) División de 1897 a 1900 y el XII (1.º Sajón) Cuerpo de 1900 a 1902. Sirvió como Ministro de Guerra del Reino de Sajonia de 1902 a 1914, siendo ascendido a Generaloberst en 1910.

## Primera Guerra Mundial
Tras la movilización en agosto de 1914, el Ejército real sajón se convirtió en el 3.º Ejército y Hausen recibió el mando. Su ejército participó en la batalla de las Fronteras, principalmente en las batallas de Dinant, donde las tropas de Hausen ejecutaron sumariamente a 600 de sus habitantes, incluyendo varias mujeres y niños (uno de ellos de solo 3 años de edad), y Charleroi, y él y su ejército fueron responsables de la destrucción de Reims en septiembre de 1914. Cuando se le preguntó cómo serían estos hechos conocidos por la historia, respondió:
"Deberíamos escribir nosotros mismos la historia."
Después de la retirada del 2.º Ejército después de la primera batalla del Marne, Hausen vio su propio flanco expuesto y ordenó una retirada. Después de la estabilización del frente en el río Aisne, el 9 de septiembre de 1914 Hausen fue relevado de su mando debido a una enfermedad y remplazado por el General Karl von Einem. Hausen no volvió a asumir ningún mando durante la guerra, y murió poco después de que esta acabara.

## Rangos
- 31 de julio de 1864: Sekonde-Lieutenant (2Lt)
- 31 de julio de 1866: Premier-Lieutenant (1Lt)
- 2 de enero de 1872: Hauptmann (Cpt)
- 1 de abril de 1881: Major (Maj)
- 1 de abril de 1887: Oberstleutnant (Ltc)
- 20 de marzo de 1890: Oberst (Col)
- 25 de marzo de 1893: Generalmajor (MGen)
- 17 de diciembre de 1896: Generalleutnant (LGen)
- 12 de mayo de 1901: General der Infanterie (Gen)
- 17 de diciembre de 1910: Generaloberst (ColGen)

## Condecoraciones
Reino de Sajonia
- Orden de la Corona de Ruda
- Cruz de Caballero de la Orden Militar de San Enrique
- Gran Cruz de la Orden de Alberto

 Reino de Prusia /  Imperio alemán
- Orden del Águila Negra
- Orden al Mérito de la Corona Prusiana
- Gran Cruz de la Orden del Águila Roja con cadena
- Cruz de Hierro, 2.ª Clase de 1870

Otros estados alemanes
- Reino de Baviera: Orden al Mérito Militar
- Gran Ducado de Baden: Orden del León de Zähringen, Caballero de 1.ª Clase
- Reino de Wurtemberg: Gran Cruz de la Orden de la Corona

 Imperio austrohúngaro
- Gran Cruz de la Orden de Leopoldo